# Милорад Кутлешић
Милорад Кутлешић (Јабланица код Чајетине, 10. март 1949) је генерал-мајор Војске Републике Српске у пензији. Током Одбрамбено-отаџбинског рата био је командант Прве посавске бригаде из састава Источно-босанског корпуса.

## Биографија
Рођен је 1949. године од оца Радомира, земљорадника и мајке Спасеније, домаћице. Ожењен је и има двије кћерке. По националности је Србин. Породична крсна слава је Свети Јован Крститељ - Јовањдан (20. јануар).
Основну школу завршио је у Јабланици 1964. године, а Средњу војну школу Копнене војске - смјер оклопно-механизованих јединица у Бањој Луци, 1968. године. Положио је за чин потпоручника 1972. године. Завршио је курс команданата батаљона 1976. године и Високу војнополитичку школу Југословенске народне армије у Београду 1985. године са врлодобрим успјехом. Произведен је у чин потпоручника оклопно-механизованих јединица 1972. године, унапријеђен у чин поручника 1974. године, у чин капетана 1978. године, у чин капетана прве класе 1981. године, у чин мајора 1987. године, у чин потпуковника 1991. године, у чин пуковника 1993. године (ванредно) и генерал-мајора 12. маја 1998. године. у ЈНА је службовао у гарнизонима: Бања Лука, Београд и Ваљево.
Обављао је дужности: командира вода, командира чете, команданта пратећег батаљона, помоћника команданта батаљона, помоћника начелника Школе резервних официра, помоћника начелника Војне академије - смјер оклопно-механизованих јединица, помоћника начелника Наставног центра за обуку возача тенка, помоћника команданта моторизоване бригаде, команданта бригаде и помоћника начелника Генералштаба Војске Републике Српске.
Учествовао је у Одбрамбено-отаџбинском рату од 15. маја 1992. до 14. децембра 1995. године, на дужности помоћника команданта моторизоване бригаде и команданта 1. посавске бригаде у Брчком. Послије рата био је начелник Управе за морал у Сектору за морал информисање и правне послове, а уједно и вршилац дужности начелника тог сектора и помоћника начелника Генералштаб Војске Републике Српске.
Пензионисан је 30. октобра 1999. године.
Са породицом живи у Бањој Луци. Предсједник је Удружења војних пензионера у Републици Српској. Током поплава у мају 2014. године у Републици Српској, Републички штаб за ванредне ситуације га је именовао повјереником за општину Шамац.

## Одликовања и признања
Одликован у ЈНА: 
- Медаља за војне заслуге
- Орден за војне заслуге са сребрним мачевима,
- Орден Народне армије са сребрном звездом и
- Орден заслуга за народ са сребрном звездом.

Одликован у ВРС: 
- Орден Карађорђеве звијезде трећег реда.

Током службе оцјељиван је једанаест пута и то оцјеном нарочито се истиче.